# プローバ
株式会社プローバ（Prova Inc.）は日本の自動車関連メーカー。富士重工業（スバル）の車両に特化し、チューニングパーツ製造販売・レース業務活動を行っていることで知られる。本社は横浜市都筑区。

## 概要
1980年、清水和夫（モータージャーナリスト/レーシングドライバー）を中心としたメンバーが創設、スバル用GAB製ダンパー専売やラリー競技用パーツなどの卸売業を中心としていたが、これは清水がチームスバルのメンバーであったことから自然な生業であったと思われる。その後1982年富士1000kmレース以降、レオーネRXによるサーキットレースにおいての活動にシフトしている。恐らく、これが日本国内でAWDカーによる初めてのレース参戦だと思われる。
現在でこそ表向きはスバル車専門チューナー/パーツメーカーであるが、1980年代後半～1990年代にかけては、グループA時代の全日本ツーリングカー選手権、N1耐久レースシリーズ（現・スーパー耐久）などにおいて、フォード・シエラ、日産・スカイラインGT-R（R32/R33型）、三菱・ミラージュ、ホンダ・シビック/インテグラなど様々な車両で、木下隆之、清水和夫、原貴彦、桂伸一、佐藤久実、吉田寿博らを擁してレースでの活動を中心にしていた経緯がある。それらに対してこの時期のスバル車でのレース自体は1989年、1990年のレガシィ（BC5型）での複数回の参戦のみしか確認できていないが、これらの車両に元富士重工業車両実験部、現スバルテクニカインターナショナル車両実験部長（2008年）で、スバルの”トップガン”と呼ばれる辰巳英治がドライバーとして参加していた事実はあまり知られていない。しかしこの事が一部のスバル車フリークには「プローバ＝スバルワークス・チーム」との認識を与えているのも事実である。
1990年代後半からは、GT-Rの消滅など当時のN1耐久シリーズなどで競争力のあった車種が消滅、スバル・インプレッサの登場などによってGC8型/GDB型でのスーパー耐久参戦に活動を集約し、2002年、2005年にはクラス2（現・ST2クラス）シリーズ優勝、さらに2005年にはドイツ・ニュルブルクリンク24時間レースに参戦（ドライバーは清水和夫、ステファン・サラザン、吉田寿博、佐藤久実）、A6クラス2位を獲得している。イエローベースにエキゾーストマニフォールドの印象的なFUJITSUBOカラーリングは2003年から始めている。2008年にも、松田秀士、服部尚貴、松田晃司、吉田寿博を擁しスバルワークス（スバルNBRCHARENGEチーム）としてGRB型でニュルブルクリンク24時間レースに参戦、総合58位 SP6クラス5位の成績を残している。
こうした活動とは別に、新型車試乗会（やはり、スバルが多い模様）の現場レベルでのプログラム製作・運営や管理などの請負業務も行っており、清水和夫のモータージャーナリストとしての哲学がこれらの活動に影響を与えているように見受けられる。